# Stand Up and Testify
Stand Up and Testify är musikgruppen Popsicles sista studioalbum, utgivet 1997.

## Låtförteckning
1. I Don't Feel It
2. The Price We Pay
3. Train Across the Bridge
4. Vibrant Days
5. Story of My Life
6. By the Time I Get to Understand You
7. Dry Spot
8. That Was Summer
9. Genuine Fake
10. Snow in July
11. The Sweetest Relief

## Listplaceringar
| Lista (1997) | Topplacering |
| ------------ | ------------ |
| Sverige      | 26           |